# Kem sữa đá
Kem sữa đá là món tráng miệng đông lạnh, chứa ít hơn 10% sữa béo và có hàm lượng chất ngọt như kem sữa. Đôi khi kem sữa đá còn có giá thấp hơn cả kem sữa.
Có một sự thay đổi vào năm 1994, Cục Quản lý Thực phẩm và Dược Hoa Kỳ đã cho phép kem sữa đá được mang nhãn hiệu là kem ít béo tại Mỹ.